# Kielce Herbskie
Kielce Herbskie – stacja kolejowa Kielc znajdująca się na zachodzie miasta w dzielnicy Herby na linii w kierunku Częstochowy. Znajduje się tu węzeł kolejowy oraz lokomotywownia.

## Ruch pasażerski
| Rok  | Wymiana pasażerska na dobę |
| ---- | -------------------------- |
| 2017 | 20-49                      |
| 2022 | 20-49                      |

Kielce Herbskie obsługują przede wszystkim ruch towarowy. Ruch pasażerski jest znikomy, na stacji zatrzymują się pociągi osobowe.
Hala wachlarzowa lokomotywowni została zbudowana w 1946 roku i opuszczona przez PKP w 2009 roku, w 2017 roku podjęto decyzję o wyburzeniu obiektu.

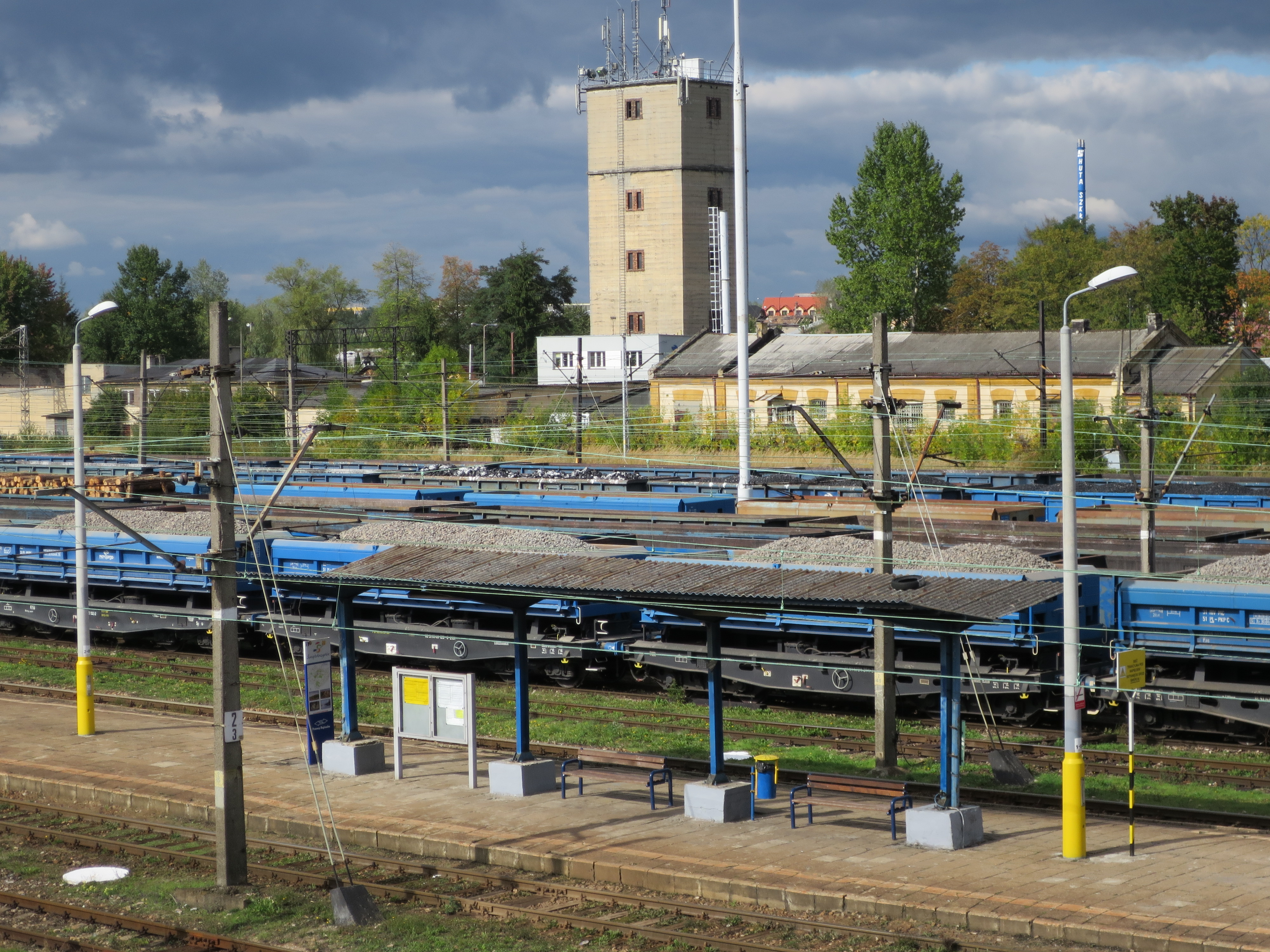
Wieża ciśnień w Kielcach Herbskich